# Belleville (Rhône)
Belleville is  een plaats en was een gemeente in het Franse departement Rhône in de regio Auvergne-Rhône-Alpes en telt 5840 inwoners (1999). De plaats maakt deel uit van het arrondissement Villefranche-sur-Saône.

## Geschiedenis
Op 1 januari 2019 gingen de gemeenten Belleville en Saint-Jean-d'Ardières op in de commune nouvelle Belleville-en-Beaujolais.

## Geografie
De oppervlakte van Belleville bedraagt 10,4 km², de bevolkingsdichtheid is 561,5 inwoners per km².
De onderstaande kaart toont de ligging van Belleville (Rhône) met de belangrijkste infrastructuur en aangrenzende gemeenten.

## Demografie
Onderstaande figuur toont het verloop van het inwonertal (bron: INSEE-tellingen).

## Geboren
- Gabriel Voisin (1880-1973), Frans luchtvaartpionier
- Franck Durix (1965), voetballer

## Overleden
- Francis Popy (1874-1928), Frans componist en dirigent